# 株仲間再興令
株仲間再興令（かぶなかまさいこうれい）は、江戸幕府の法令。天保の改革の一環として、江戸の物価を下落させることを目的として解散させた株仲間を、嘉永4年（1851年）3月9日に再結成させた政策。
株札の交付がなく、仲間の人数制限が無いなど、解散前の状態に戻るわけではないため、経済学者の岡崎哲二は株仲間再興令ではなく、問屋再興令だとしている。

## 株仲間解散令
天保12年（1841年）12月、当時の老中・水野忠邦の政権は、株仲間解散令によって全ての株仲間を解散させた。江戸の物価上昇は、株仲間による不正な流通独占にあるとして行なわれた政策であったが、かえって市場を混乱させ、中央市場への物資流通を阻害する結果をもたらした。
そのため、水野忠邦が失脚し、天保の改革が失敗した後の嘉永年間に株仲間を再興し、都市の特権商人のみならず在郷商人も含めた新たな流通統制を行なうことになった。
法令の骨子は、
1. 株仲間解散により商法が破壊され、物価は低下せず、かえって流通が阻害されたため、文化年間以前のように問屋組合の再興を命じる。
2. 株札は交付せず、冥加金の上納も不要。
3. 仲間加入を希望する者があれば必ず許容し、明白な理由なく人員を制限することを禁ずる。

というもので、文化10年（1813年）に公認された独占的で弊害の多かった問屋仲間よりも前の姿に戻す狙いがあった。

## 株仲間解散後
株仲間解散令によって、仲間は解散され、仲間株も廃止、「問屋」の名称の使用も禁止となった。しかし、江戸幕府への御用に差し支えがある、または日用への供給にも支障が出たこと、また不正が横行したことから、仲間解散前と同様の仕法が行なわれ続けた業種がいくつもあった。
また、地方市場の発展や、仲間解散による流通の混乱などから、商品を潤沢にすることで物価を下げようとした目的はなかなか果たせなかった。この当時、庶民の所得が増えて需要が拡大したことから江戸や大坂以外の各地で地域市場が成長したことで、江戸・大坂への大市場への商品流通量が減少したことも物価が下がらなかった原因の1つだった。
株仲間の株には担保価値があり、仲間商人たちはそれぞれの株式の評価額に応じて融資を受けていた。たとえば札差の株は宝暦の末ごろまでは20両から30両、天明年間には300両借りられるだけの価値があった。問屋商人は店舗を含めて家屋敷を所有していない、地借（借地人）・店借（借家人）と呼ばれる階層の者が多く、彼らにとって担保となるものが仲間株しか無かったが、株仲間解散によって株が無くなり、融資を受けられなくなって営業に支障をきたす商人たちも出てきた。
仲間組織は、取引をチェックすることで禁制品や盗品の売買を摘発し、盗賊の捕縛にも役立っていたのだが、仲間解散によってそうした機能も失われ、盗難事件などの解決も滞るようになった。

## 株仲間再興の建議

### 町奉行や筒井政憲による建議
株仲間の解散が物価問題を解決せず、流通機構の混乱を引き起こしたことを当時の為政者も認識しており、飢饉の再来や万一の「外患」を考慮し江戸への物流を担う商業組織を抑えておきたいという考えが幕閣筋から出てきた。
天保15年（1844年）、町奉行跡部良弼と鍋島直孝が、諸問屋組合再興の内慮伺を提出した（「諸色調類集」『東京市史稿』産業篇五六）。その伺書で、株仲間の解散が期待したほどの物価下落を実現していないこと、素人が各々の見込みで商品を発注するので産地の相場が上昇したこと、旧来の株仲間たちは仲間の名前を使用していないだけで従来と同様の活動（「御触以前の姿にて取引」）をしていたこと、御用商人が幕府への物品納入にも差し支えるようになったことなどを挙げた。そして、株仲間が商売を独占し「株式の権柄」を握っていた体制を打破したことの意義は認めつつ、「莫大の冥加金（10200両）御免仰せ出され候ほどの実効御座無し」と主張していた。彼らは問屋組合の結成を認め、「一己の利欲に酖（耽）り、不正の商い」をする者は仲間で吟味して幕府へ訴えさせるような仕組みを作り、町奉行も積極的に取り締まりに乗り出すことで「安堵の渡世」を商人たちがおこなえれば、自然と物価の下落が期待されると考えた。ただし、この3ヵ月後に跡部は小姓組番頭に異動となり、遠山景元が町奉行に復帰する。
弘化3年（1846年）7月、当時寄合だった筒井政憲は老中の阿部正弘に、株仲間を復興すれば価格の高騰に対する奉行所の監視が行き届き監督しやすくなること、株は担保となって資金の融通に寄与すること、商品の信用取引が復活すれば流通促進につながることを建議した（『諸問屋再興調』一）。さらに筒井は、この年の関東の水害で米価が高騰したことから、とりあえず米問屋仲間を復活すべきだと提言した。同月には江戸の町年寄の館（奈良屋）市右衛門も、仲間株を認めれば株を担保にした金融が動き、流通も活発になるという意見書を提出した。
筒井はさらに、弘化3年の関東一帯の洪水や江戸の大火による物価高騰や江戸の貧民層の生活難とそれに誘発される打ちこわしを予防するために、御救米や銭を給付されたとしてもその金で商売を始めるわけでなくその場限りに終わること、零細業者も問屋から借りた商品を販売してその売上で債務を返済しながら儲け分を生活資金に充てられることも主張していた。遠山景元も、弘化3年7月の上申書で、零細業者の営業も改善され、民心も治まると意見書で述べている。これは、低所得者層に補助金をバラまくのではなく、問屋仲間を復活させて商売を行う条件を整えて、自助努力で生活を成り立たせるという方策で、民間活力を強化することで、経済全体を上向かせ、人心を落ち着かせることを狙ったものであった。

### 遠山景元の建議
株仲間の解散に反対し、後に町奉行から大目付に転じた遠山景元は、弘化2年（1845年）3月に町奉行（南町奉行）に再任した。再任したその年に、遠山は諸問屋の復活を阿部正弘に建議したが、その時は時期尚早とされ却下された。江戸に品不足や物価高からの深刻な影響は出ていないことから役人達の間で意見がまとまらなかったためであり、品不足が生じるようなら、その品の問屋仲間に限って再興すればよく、全商品の問屋再興（「古復」）はあり得ないとする意見が大勢だった。しかし、遠山は、一部の問屋だけ再興すれば、その不公平さから幕府を疑い、さまざまな悪巧みを生んで、人の欠点をあら探しして異変を起こすような事態が起こるとして、2、3品に限っての問屋再興には反対した。同様の再興願いを同年10月にも提出したが、その時も却下されている。
遠山は、嘉永元年（1848年）4月には、株仲間解散令は「商法破却」であり、古来から「商法」が定まっているのだからこれを復興すべきこと、「自然捨置候而ては追々世上金銀不融通に相成り、四民困窮に到」ることを建議した。同年7月には、豊作による米価下落を受けて、米問屋・蔵宿・船床・髪結床・八品商（質屋・古着屋など）・魚問屋・人宿を試しに問屋組合の再興させようという、譲歩した案を提出している。しかし、この時も株仲間がかつてのような特権組織になることを懸念した勘定奉行たちにより反対されている。そして同年9月には株仲間禁止によって、それまで株を担保にした融資ができなくなって資金融通が停滞する一方で物価は下がらなかったこと、旧来の問屋株仲間は「商法取締」にもなるという意見書も提出した。
嘉永2年（1849年）5月の上申書では、町人はもちろん、穢多・非人身分の者でも、彼らの生活の利益になるならば、取り調べたうえで支配や行政の害にはならないことは取り上げて、町奉行として実施してやりたいと遠山は述べている。そして町人が商売不振で金回りが悪いと言われれば、これまでのように御用金を上納させるのが難しくなる、だから天下太平を維持するためには町人の気分に配慮することも大事だと述べている。
ほかにも、都市の旧来の株仲間だけでなく、仲間外の無株人の在方株による新組・仮組をふくめた株仲間の再興も提唱していた。ただし、遠山の上申書では、このままでは商人による諸大名への融資や幕府への臨時の御用金供出もままならないという意見も挙げている一方で、十組問屋の名称および1万200両の冥加金は復活させないと記している。
数々の建議を受けた老中阿部正弘は、嘉永3年（1850年）10月に株仲間再興を決め、遠山や勘定奉行の石河政平らに調査を命じ、触の文面の調整を命じた。この調査により、『諸問屋再興調（しらべ）』（全26冊）という調査書類が作成された。

## 法令施行
再興令では、株数の固定化も幕府による株札の下付もされず、独占団体として参入の制限はされなかった。株仲間が解散されてから10年間に進行した市場の実態をふまえ、事実上形成され機能している問屋と仲間・組合の設立を認めることで幕藩制的な市場統制の再編成をはかった。再興された仲間組織は、問屋仲間の枠を拡大することで、新興の中小問屋の加入を承認して仲間外商人を取り込み、生産地の在郷商人を在株化して都市問屋とリンクさせようとするものであった。
そして町奉行の配下に諸問屋組合再興御用掛を置き、町年寄や世話掛・諸色掛の名主に命じて、各問屋の沿革や現状、再興の可否や情況について調査し、再興された諸問屋の掌握をはかった。解散令の後、それまでどおり家業を継続していた者、新規に開業した者、休業者や捨株もあり、文化期以前には組合・株仲間でなかったのが今回新たに仲間結成を願い出た者もあり、調査は容易ではなかった。解散令以前から継続して営業している業者の集まりを本組または古組、発令後に開業した業者を仮組と呼んで一括し、名前帳面もべつにしたものが多かった。
主に大名や旗本などに武家奉公人を供給する人宿（口入屋）の組合は、再興時には新規業者136軒を加えて482軒となった。大坂では株仲間解散で解体された二十四組問屋に代わって綿・油・紙・木綿・薬種・砂糖・鉄・蝋・鰹節の9業種が中心となり、ほかの問屋仲間も差配して九店廻船の運営に従事したが、株仲間再興令によってこの仲間は公認された。

## 株仲間再興後
大坂では安政4年（1857年）に仮組を本組と合併させ、天保期の解散令以前に冥加金を上納した分は先例に準じて冥加金を納めよと命じられ、翌5年（1858年）分から徴収されることになった。そして新たに上納を出願した雑穀問屋ほか9つの仲間が文久元年（1861年）から上納することになった。
大坂だけでなく、江戸でも冥加金の上納は再開されることになり、幕末期には幾多の献金をも課徴された。大坂の株仲間は、嘉永6年（1853年）・万延元年（1860年）の2回献金をしている。
慶応4年（1868年）5月、京都商法会所が布達した「商法大意」によって、仲間の加入者数制限を禁止し、冥加金も廃止された。諸仲間には新政府から鑑札が下付されたが、明治4-5年前後ごろに各府県で諸仲間を解散させる措置がとられ、明治5年（1872年）には江戸時代当時の株仲間は解体・消滅した。しかし、仲間解散により不正行為が横行し、大阪市場では新規市場参入者が顧客の奪いあいをして市場が大きく混乱したため、各業種で自然発生的に同業組合が再組織された。